# Lobbese
Lobbese ist ein Ortsteil der Stadt Treuenbrietzen im Landkreis Potsdam-Mittelmark in Brandenburg.

## Lage
Das Angerdorf liegt im äußersten Südwesten der Gemarkung an der Kreisstraße 6958. Unweit nordöstlich verläuft die Landesstraße 82, östlich die B 2. Die Landesgrenze zum Bundesland Sachsen-Anhalt verläuft unweit südwestlich. Zu Lobbese gehören die nordwestlich gelegenen Gemeindeteile Pflügkuff und Zeuden. Östlich befindet sich der weitere Ortsteil Marzahna, westlich die Gemeinde Rabenstein/Fläming. Dazwischen liegt die Lobbeser Rummel. Im Südosten sind zwei Erhebungen: der 140,1 m hohe Springberg sowie der 139,3 m hohe Blocksberg. Nördlich der Erhebungen ist ein kleines Gewässer, der Ostpfuhl.

## Geschichte

### 13. bis 15. Jahrhundert
Das Dorf wurde 1276 erstmals bereits mit seiner heutigen Bezeichnung urkundlich als in villa, que Lobbese dicitur erwähnt. Der Name änderte sich jedoch im Laufe der Zeit: Im Jahr 1334 erschien ein Nycol de lobze in Treuenbrietzen, 1385 wurde von czu lobese berichtet, während im Jahr 1455 wieder die Schreibweise Lobbese erschien. Es gehörte vor 1426 bis um 1550/1552 zur Vogtei bzw. Pflege bzw. Amt Rabenstein. Ein kleiner Anteil gehörte von vor 1388 bis nach 1591 der Familie von Oppen. Sie besaßen Hebungen (1388) bzw. ein Hof mit allem Recht, ein Hof mit drei Hufen und weiterhin 2 1⁄2 Hufe, die sie verlehnten (1419/1420). Ihr Besitz betrug im Jahr 1506 Hebungen und ein Stück Lehen bzw. Hebungen aus acht Höfen und vermutlich auch über eine Lehnhufe (1591).
Im Jahr 1419/1420 lebten im Dorf der Richter mit vier Hufen, ein Bewohner namens Werbick, der fünf Viertel auf seinem Erbe zum Lehen hatte, ein Bewohner Kardelebe mit einem freien Erbe und vier Hufen, der Bewohner Czerre mit drei Viertel zum Lehen sowie die Familie Felgendreffe mit zwei Hufen und einem Erbe zum Lehen. Im Jahr 1496 lebten im Dorf elf Türkensteuerpflichtige, darunter der Schulze sowie sechs Personen Gesinde.

### 16. Jahrhundert
Im Jahr 1506 lebten nach wie vor elf Einwohner im Dorf. Der Richter besaß vier Lehnhufen und zinste außerdem von einer wüsten Hufe. Der Krüger zinste von seinem Hufen und besaß außerdem eine Wiese. Drei zinsten vom Erbe, einer besaß ein Stück Lehen, besaß vier Hufe und zinste außerdem von einer Pfarrhufe. Ein weiterer Bewohner zinste von den Hufen und besaß ein Stück Land als Lehen von den von Oppen. Ein anderer Bewohner besaß fünf Viertel zum Lehen und zinste vom Erbe. Ein weiterer Bewohner besaß drei Viertel Lehen, ein anderer hatte ein Stück Lehen und zinste vom Erbe. Ein anderer Bewohner hatte vier freie Lehnhufen, ein anderer ein Erbe mit zwei freien Hufen. Aus dem Jahr 1530 sind elf Hufner und ein Kossät überliefert. Im Jahr 1459 war Lobbese Mutterkirche wurde 1530 jedoch Tochterkirche von Zeuden. Im genannten Jahr standen dem Pfarrer zwei Hufen zu. Er erhielt außerdem 10 Scheffel Roggen, 40 Scheffel Gerste und 4 Scheffel Hafer als Zehnten. Er besaß außerdem einen Obstgarten, in dem er zusätzlich 1 Scheffel Korn ausbringen konnte. Der Küster bekam 25 Scheffel Roggen, 24 Brote und besaß ebenfalls einen Garten. Ein Küsterhof ist aus dem Jahr 1534 überliefert. Die Gerichtsbarkeit war im Jahr 1542 vom Richter auf dem Schulzen übergegangen. Er besaß ein Haus, Hof und vier freie Hufen. Außerdem gab es einen Hirten mit einer Kuh, 36 Schafen, 21 Lämmern, drei halbjährigen Schweinen. Im Dorf lebten außerdem vier Knechte und vier Mägde. Aus dem Jahr 1555 sind elf Hufner und ein Gärtner überliefert. In Lobbese lebten im Jahr 1565 der Lehnschulze. Es gab zwei Lehngüter, einen Lehenmann, zehn Häuser und Höfe. Außerdem standen im Dorf zwei Kossätenhöfe. Der Hirte besaß zwei Kühe und 15 Schafe. Das Dorf war 36 Hufen groß. Während der Pfarrer im Jahr 1530 den Acker noch selbst bestellen musste, konnte er ihn 1575 verpachten. Der Küster bekam zu dieser Zeit 25 Scheffel Korn, die Kirche besaß 1 Breite Gottesland. Im Dorf lebten 14 Hufner und drei Kossäten. In Lobbese lebten im Jahr 1591 insgesamt 17 besessene Mann, darunter drei Gärtner. Es gab den Richter mit vier Lehnhufen, einen Vierlehnhufner mit drei Lehn- und einer Erbhufe. Zwei Vierhufner besaßen je drei Erb- und eine Lehnhufe, ein Vierhufner hatte zwei Lehn- und zwei Erbhufe. Weiterhin gab es acht Vierhufner, von denen zwei je ein Stück Lehngut bewirtschafteten. Die drei Häusler besaßen je einen Garten. Lobbese war mittlerweile 58 Hufen groß (darunter zwei Pfarrhufen) und 26 1⁄2 Morgen (Mg) Wiese. Davon lagen 12 Mg vor Trebitz, 11 1⁄2 Mg vor Linthe und 3 Mg vor Baitz.

### 17. Jahrhundert
Im Dreißigjährigen Krieg wurde Lobbese schwer verwüstet. Im Jahr 1640 waren von den 14 Hufnerhöfen sechs abgebrannt, sechs lagen wüst. Von den drei Kossätenhöfen lagen zwei wüst, einer war abgebrannt. Rund zwanzig Jahre später hatte sich die Lage nur unwesentlich verbessert. Von den 14 Hufnern lagen noch neun wüst. Es gab mittlerweile wieder drei Kossäten und einen Hirten (1661), die 16 Mg Wiese bewirtschafteten. Im Jahr 1676 lebten im Dorf sechs Anspänner oder Hufner, drei Halbhufner und Kossäten. Im Jahr 1682 erschien wieder ein Dorfschulze mit vier Dorfhufen; von den drei Kossätengütern lag eines noch wüst.

### 18. Jahrhundert
Im Jahr 1701 lebten im Dorf 14 Hufner sowie der Hirte. Von den drei Kossätenhöfen lag noch einer Wüst; die Bewohner bewirtschafteten 19 Mg Wiese. Im Jahr 1718 lebten im Dorf zwölf Hufner. Sie brachten auf 56 Hufen insgesamt 71 Dresdner Scheffel 4 Metzen aus. In den folgenden Jahrzehnten gab es nur geringfügige Änderungen: Bis 1764 waren es 14 Vierhufner (darunter den Schulzen), drei Gärtner, einen Häusler und einen Windmühlenbesitzer. Von den 56 Hufen wurden 28 genutzt, 28 waren bewachsen. Pro Hufe brachten die Bewohner 18 Dresdner Scheffel Aussaat aus. Im Jahr 1777 waren es 19 angesessene Einwohner: 14 Hufner, drei Kossäten, zwei Häusler und zwei Hirtenhäuser.

### 19. Jahrhundert
Im Jahr 1806 gab es im Dorf 14 Vierhufner (darunter den Schulzen) sowie eine Zweihufner (den Pfarrer) sowie fünf Häusler auf 58 Hufen. Im Jahr 1837 standen in Lobbese insgesamt 28 Wohnhäuser. Im Jahr 1858 war die Gemarkung 3672 Mg groß: 59 Mg Gehöfte, 49 Mg Gartenland, 3539 Mg Acker, 6 Mg Wiese und 19 Mg Weide. Es gab vier öffentliche, 22 Wohn- und 61 Wirtschaftsgebäude (darunter eine Getreidemühle).

### 20. Jahrhundert
Im neuen Jahrhundert standen im Jahr 1900 auf 952 Hektar insgesamt 32 Häuser; 1931 waren es 36 Wohnhäuser mit 40 Haushaltungen auf nach wie vor 952 Hektar. Im Jahr 1939 gab es im Dorf einen Betrieb, der größer als 100 Hektar war. Weitere 14 Betriebe waren zwischen 20 und 100 Hektar, zehn zwischen 10 und 20 Hektar, zwei zwischen 5 und 10 Hektar groß sowie sieben Betriebe zwischen 0,5 und 5 Hektar.
Nach dem Zweiten Weltkrieg wurden 106 Hektar enteignet: 78 Hektar Acker und 28 Hektar Wald. Davon gingen 16 Hektar an zwei Kleinbauern und 90 Hektar an 13 Umsiedler. Im Jahr 1952 gründete sich eine LPG Typ III mit 27 Mitgliedern und 100 Hektar Fläche, an die vier Jahre später die LPG Typ III Zeuden angeschlossen wurde. Sie bestand im Jahr 1960 mit 24 Mitgliedern und 190 Hektar Fläche. Außerdem gab es mittlerweile eine LPG Typ I mit 24 Mitgliedern und 190 Hektar Fläche, die 1969 an die LPG Typ III angeschlossen wurde. Im Jahr 1975 wurden die Gemeinden Pflügkuff und Zeuden eingemeindet.

## Bevölkerungsentwicklung
| Jahr      | 1817 | 1837 | 1858 | 1871 | 1885 | 1895 | 1905 | 1925 | 1939 | 1946 | 1964 | 1971 |
| Einwohner | 140  | 162  | 176  | 182  | 192  | 217  | 224  | 220  | 183  | 370  | 254  | 237  |

## Sehenswürdigkeiten

### Baudenkmale
In der Liste der Baudenkmale in Treuenbrietzen sind für Lobbese zwei Baudenkmale aufgeführt:
- die Dorfkirche Lobbese, eine romanische Feldsteinkirche, die um das Jahr 1200 errichtet wurde
- das aus Schul- und Wirtschaftsgebäude bestehende Schulgehöft (Lobbeser Dorfstraße 18)